# Победнице европских првенстава у атлетици на отвореном — бацање кладива
Победнице Европских првенстава у атлетици у дисциплини бацања кладива, која је у женској конкуренцији, први пут увршћена у програм од седамнаестог Европског првенства у Будимпешти 1998. године. Следеће године је ушла у програм на светским првенствима а 2000. и на Олимпијским играма у Сиднеју 2000. У следећој табели су приказане победнице у овој дисциплини на Европским првенствима са њиховим резултатима који су изражени у метрима.
Највише успеха у појединачној конкуренцији имала је Анита Влодарчик из Пољске са шест освојених медаља (4 златне, 1 сребрна и 1 бронзана) док су екипно најбоље представнице Пољске са 11 медаља (4 златне, 3 сребрне и 4 бронзане).
| Европско првенство      |                          | Резултат  |                                 | Резултат |                             | Резултат |
| Будимпешта 1998. детаљи | Михаела Мелинте Румунија | 71,17 РЕП | Олга Кузенкова Русија           | 69,28    | Кирстен Минхов Немачка      | 65,61    |
| Минхен 2002. детаљи     | Олга Кузенкова Русија    | 72,94 РЕП | Камила Сколимовска Пољска       | 72,46    | Мануела Монтебран Француска | 72,04    |
| Гетеборг 2006. детаљи   | Татјана Лисенко Русија   | 76,67 РЕП | Гулфија Ханафејева Русија       | 74,50    | Камила Сколимовска Пољска   | 72,58    |
| Барселона 2010. детаљи  | Бети Хајдлер Немачка     | 76,38     | Татјана Лисенко Русија          | 75,65    | Анита Влодарчик Пољска      | 73,56    |
| Хелсинки 2012. детаљи   | Анита Влодарчик Пољска   | 74,29     | Мартина Храшнова Словачка       | 73,34    | Ана Булгакова Русија        | 71,47    |
| Цирих 2014. детаљи      | Анита Влодарчик Пољска   | 78,76 РЕП | Мартина Храшнова Словачка       | 74,66    | Јоана Фјодоров Пољска       | 73,67    |
| Амстердам 2016. детаљи  | Анита Влодарчик Пољска   | 78,14     | Бети Хајдлер Немачка            | 75,77    | Хана Скидан Азербејџан      | 73,83    |
| Берлин 2018. детаљи     | Анита Влодарчик · Пољска | 78,94 РЕП | Алекандра Таверније · Француска | 74,78    | Јоана Фјодоров · Пољска     | 74,00    |
| Минхен 2022. детаљи     | Бјанка Гелбер Румунија   | 72,72     | Ева Рожанска Пољска             | 72,12    | Сара Фантини Италија        | 71,58    |
| Рим 2024. детаљи        | Сара Фантини Италија     | 74,18     | Анита Влодарчик · Пољска        | 72,92    | Розе Лога · Француска       | 72,68    |
| Бирмингем 2026.         |                          |           |                                 |          |                             |          |

## Биланс медаља у бацању кладива
стање после ЕП 2024.
|    | Земља           |    |    |    |    |
| -- | --------------- | -- | -- | -- | -- |
| 1. | Пољска          | 4  | 3  | 4  | 11 |
| 2. | Русија          | 2  | 3  | 1  | 6  |
| 3. | Румунија        | 2  | -  | -  | 2  |
| 4. | Немачка         | 1  | 1  | 1  | 3  |
| 5. | \| Италија      | 1  | -  | 1  | 2  |
| 6. | Словачка        | -  | 2  | -  | 2  |
| 7. | Француска       | -  | 1  | 2  | 3  |
| 8. | Азербејџан      | -  | -  | 1  | 1  |
|    | Укупно 8 земаља | 10 | 10 | 10 | 30 |